# Манциле-Кварадегини (Ла Специја)
Манциле-Кварадегини је насеље у Италији у округу Ла Специја, региону Лигурија.
Према процени из 2011. у насељу је живело 29 становника. Насеље се налази на надморској висини од 251 м.